# الغرافه
الغرافه (به عربی: الغرافة) یک منطقهٔ مسکونی در قطر است که در شهرداری الریان واقع شده‌است. الغرافه ۱۰٫۵ کیلومتر مربع مساحت دارد ۲۵ متر بالاتر از سطح دریا واقع شده‌است.